# Eryphanis rivesii
Eryphanis rivesii är en fjärilsart som beskrevs av Müller 1886. Eryphanis rivesii ingår i släktet Eryphanis och familjen praktfjärilar. Inga underarter finns listade i Catalogue of Life.